# Legge di Gresham

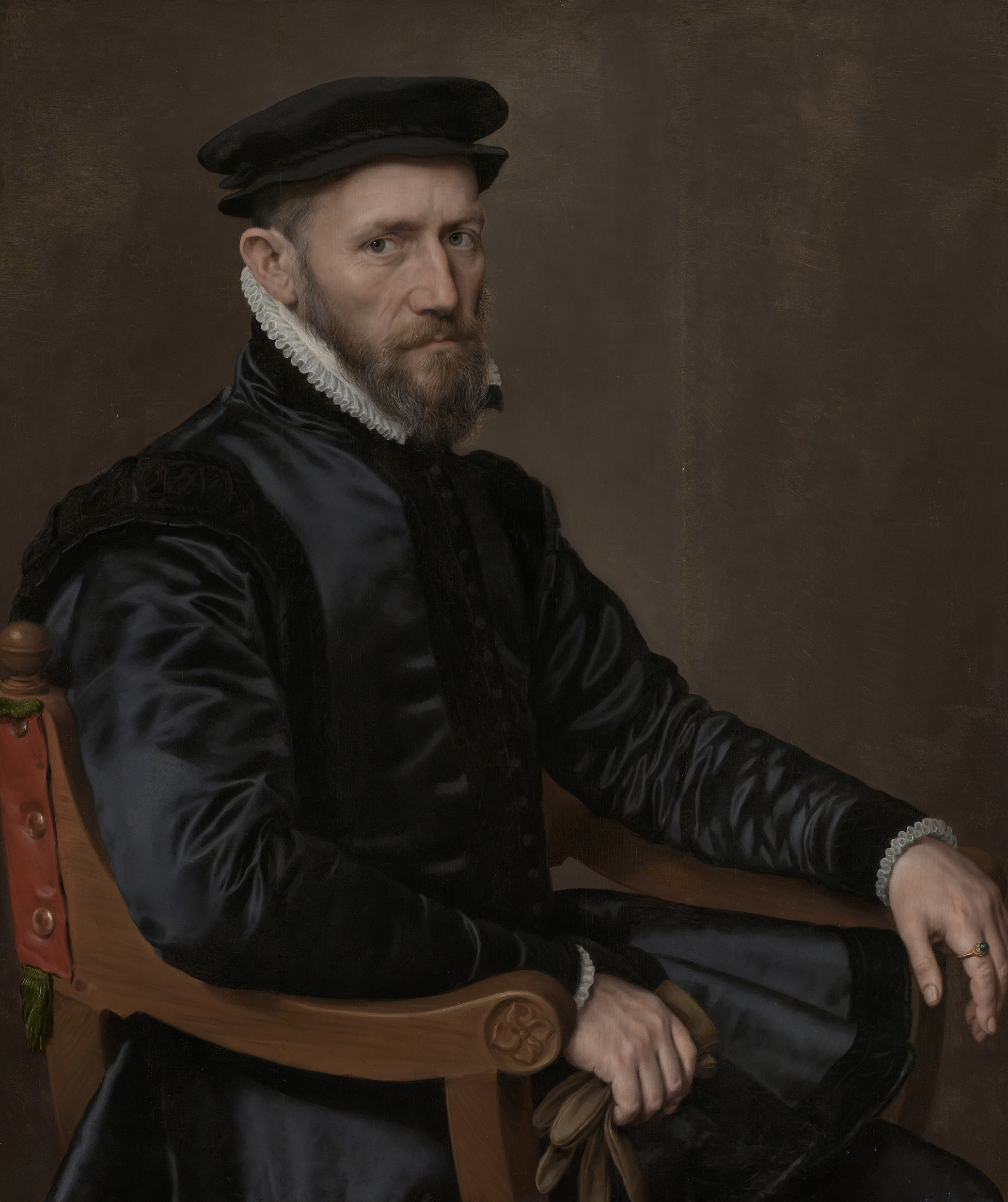
Ritratto di Thomas Gresham realizzato da Anthonis Mor, c. 1554

La legge di Gresham, teorizzata dal mercante e banchiere inglese Thomas Gresham nel XVI secolo, afferma l'assunto per cui "la moneta cattiva scaccia quella buona". Essa, in altre parole, definisce la tendenza degli operatori economici (all'epoca in cui fu concepita, si trattava di mercanti, cambiavalute, e banchieri) da una parte, a pagare solamente con monete danneggiate, e quindi con minor valore intrinseco (in termini di metallo prezioso costituente) rispetto al loro valore nominale, e, dall'altra, ad accettare solo monete nuove, il cui valore intrinseco rispecchiasse quello nominale. Questo comportamento fa sì che sempre più monete "buone" saranno trattenute da chi le ha ricevute, mentre le monete utilizzate per le transazioni saranno in sempre maggior numero quelle "cattive".

## Storia
Attribuita all'inglese Sir Thomas Gresham (1519-1579), agente di cambio al servizio della monarchia britannica, che la enunciò nel 1551, era già nota da molti secoli, ritrovandosi per esempio nel trattato sul conio edito da Niccolò Copernico nel 1525. Una prima enunciazione di questa tendenza può esser fatta risalire sino ad Aristofane (405 a.C.), il quale, nella parabasi della sua commedia Le rane, fa pronunciare al corifeo queste parole:
(Aristofane, Rane, vv. 718-726, traduzione di Benedetto Marzullo)

## Formulazione
In un sistema monetario nel quale il valore nominale delle monete era pari al loro contenuto in oro o in metalli preziosi, era piuttosto comune che le monete in circolazione perdessero parte del metallo prezioso di cui erano composte per effetto dell'uso o per la pratica illegale della tosatura, consistente nel grattare, raschiare, tagliuzzare i bordi delle monete (la zigrinatura del bordo nasce per contrastare queste pratiche). Accadeva così che alcune monete, solitamente quelle in circolazione da più tempo, avessero un valore intrinseco decisamente inferiore al valore nominale. In altri termini tali monete, considerate "cattive", continuavano ad avere ufficialmente un valore nominale determinato dal tipo di moneta (oggi diremmo il "valore facciale" su di esse stampato), mentre il loro valore intrinseco, determinato dal contenuto di fino in oro, argento o altri metalli preziosi, era decisamente svilito.
Poiché le monete, passando da uno stato a un altro, venivano fuse e riconiate, le monete cattive potevano dar vita, in virtù della minore quantità di metallo prezioso contenutovi, a nuove monete di valore nominale (e intrinseco) inferiore a quello delle monete dalla cui fusione derivavano.
Pertanto, nessuno era disposto ad accettare in pagamento la moneta cattiva, preferendo quella buona, vale a dire monete di solito nuove di zecca con un contenuto di metallo prezioso pari al valore della moneta. 
Gresham fu tra i primi a osservare e descrivere la tendenza della moneta cattiva "a scacciare" la moneta buona, ovvero la tendenza degli operatori economici a disfarsi delle monete cattive, rifiutandole per essere pagati, ma cercando di usarle per pagare. Se l'autorità monetaria continua a battere moneta senza modificare né peso né lega, dopo poco tempo le monete di nuova emissione scompaiono dalla circolazione. 
La legge di Gresham è anche all'origine del fallimento dei sistemi monetari bimetallici. In tali sistemi, lo stato fissa una parità tra oro e argento, parità che, tuttavia, può non essere accettata dal mercato, ad esempio se viene immessa una gran quantità di uno dei due metalli. La scoperta dell'America fu un caso eclatante al riguardo: in questo caso, la moneta sottovalutata dal cambio ufficiale viene ritirata dalla circolazione ad opera di individui che hanno interesse a scambiare il metallo prezioso in essa contenuto con altri metalli a un tasso più conveniente rispetto a quello ufficiale.